# Oospira pacifica
Oospira pacifica is een slakkensoort uit de familie van de Clausiliidae. De wetenschappelijke naam van de soort is voor het eerst geldig gepubliceerd in 1884 door Gredler.

## Ondersoorten
- Oospira pacifica decapitata H. Nordsieck, 2016